# Marcel Lapierre
Marcel Lapierre (* 17. April 1950 in Villié-Morgon; † 11. Oktober 2010 in Lyon) war ein französischer Winzer.

## Leben
Lapierre war der Sohn des Weinbauern Camille Lapierre und dessen Frau Lucienne (geborene Mathieu). Er übernahm 1973 den Familienbesitz Domaine Des Chênes in Villié-Morgon, später auch das Weingut Château Cambon in St. Jean d’Ardières. Er galt als Pionier der natürlichen Weinbereitung und entwickelte ab 1981 mit Jules Chauvet die heute modernen Methoden, insbesondere der schwefelarmen Beaujolais-Weinen. Hierfür wird auf die Zugabe von Schwefel und zusätzlicher Hefe sowie die Verwendung von Unkrautvernichter und chemische Düngemittel verzichtet. Lapierre war Mitglied und Präsident der AVN (Association des Vins Naturels).
Seit dem 17. Juli 1981 war er mit Marie-Thérèse (geborene Parcot) verheiratet, das Paar hat drei Kinder. Er starb nach längerer Krankheit.